# Hanne Hegh
Hanne Hegh, född den 27 april 1960 i Oslo i Norge, är en tidigare norsk handbollsspelare.

## Klubbkarriär
Hanne Hegh började spela handboll i Osloklubben Oppsal, men spelade det mesta av sin klubbkarriär i Gjerpen där hon vann två seriemästerskap och fyra cuptitlar. Hon avslutade karriären 1993 men gjorde comeback några år senare och spelade i klubbar i lägre serier till 1997.

## Landslagskarriär
Hegh gjorde debut i landslaget 1979 då hon spelade i norska andraligan. Hanne Hegh var med i det norska landslaget som vann bronset i VM 1986 i Nederländerna. Det var början på Norges framgångssaga inom damhandbollen. Hennes främsta merit är när hon tog OS-silver i damernas turnering i samband med de olympiska handbollstävlingarna 1988 i Seoul. Hon spelade också i VM 1982 i Ungern där Norge slutade sjua och i Korea 1990 där Norge placerade sig som nr 6. Hon spelade sin sista landskamp av 202 landskamper 1990. Hon var lagkapten för landslaget  1986–1990.

## Individuella utmärkelser
År 1987 vann hon skytteligan i eliteserien och utsågs till årets spelare. 1998 fick hon mottaga Håndballstatuetten,  Norges Handbollsförbunds  mest prestigefyllda pris.

## Efter spelarkarriären
Efter spelarkarriären arbetade hon för norska handbollsförbundet som konsult för herrlandslaget. Hon är utbildad lärare och har arbetat som handbollslärare på Grenlands folkhögskola, och som tränare för ungdomslag i Gjerpen. Hon var också med i styrelsen för toppklubben  i fotboll Odd Grenland.

### Privatliv
Hanne Heghs dotter Emilie Hegh Arntzen spelar också i norska landslaget och deltog i OS i Rio 2016 och vann ett brons med norska landslaget.